# Makhdūm Kandī
Makhdūm Kandī (persiska: مخدوم کندی) är en ort i Iran.   Den ligger i provinsen Östazarbaijan, i den nordvästra delen av landet, 400 km väster om huvudstaden Teheran. Makhdūm Kandī ligger 2 188 meter över havet och antalet invånare är 157.
Terrängen runt Makhdūm Kandī är huvudsakligen kuperad, men österut är den platt. Runt Makhdūm Kandī är det ganska glesbefolkat, med 22 invånare per kvadratkilometer. Närmaste större samhälle är Īmeshjeh, 19,7 km norr om Makhdūm Kandī. Trakten runt Makhdūm Kandī består i huvudsak av gräsmarker.